# Japan op de Olympische Zomerspelen 2004
Japan nam deel aan de Olympische Zomerspelen 2004 in Athene, Griekenland. Met zestien keer goud en negen zilver waren dit getalsmatig de meest succesvolle Spelen voor Japan. In 1964, toen Tokio gastheer was, werd ook zestien keer goud gewonnen maar "slechts" vijf keer zilver. Ook het totaal van 37 stuks was een record.

## Medailleoverzicht
| Sport            | Olympiër | Discipline            | Medaille |
| ---------------- | --- | --------------------- | -------- |
| Atletiek         | Koji Murofushi | kogelslingeren (m)    | Goud     |
| Atletiek         | Mizuki Noguchi | marathon (v)          | Goud     |
| Gymnastiek       | Takehiro Kashima Hisashi Mizutori Daisuke Nakano Hiroyuki Tomita Naoya Tsukahara Isao Yoned | meerkamp team (m)     | Goud     |
| Judo             | Tadahiro Nomura | -60kg (m)             | Goud     |
| Judo             | Masato Uchishiba | -66kg (m)             | Goud     |
| Judo             | Keiji Suzuki | +100kg (m)            | Goud     |
| Judo             | Ryoko Tani | -48kg (v)             | Goud     |
| Judo             | Ayumi Tanimoto | -63kg (v)             | Goud     |
| Judo             | Masae Ueno | -70kg (v)             | Goud     |
| Judo             | Noriko Anno | -78kg (v)             | Goud     |
| Judo             | Maki Tsukada | +78kg (v)             | Goud     |
| Worstelen        | Saori Yoshida | -55kg vrije stijl (v) | Goud     |
| Worstelen        | Kaori Icho | -63kg vrije stijl (v) | Goud     |
| Zwemmen          | Kosuke Kitajima | 100m schoolslag (m)   | Goud     |
| Zwemmen          | Kosuke Kitajima | 800m vrije slag (v)   | Goud     |
| Zwemmen          | Ai Shibata | 100m schoolslag (m)   | Goud     |
| Boogschieten     | Hiroshi Yamamoto | individueel (m)       | Zilver   |
| Gymnastiek       | Hiroyuki Tomita | brug (m)              | Zilver   |
| Judo             | Hiroshi Izumi | -90kg (m)             | Zilver   |
| Judo             | Yuki Tokosawa | -52kg (v)             | Zilver   |
| Synchroonzwemmen | Miya Tachibana Miho Takeda | duet                  | Zilver   |
| Synchroonzwemmen | Michiyo Fujimaru Saho Harada Naoko Kawashima Kanako Kitao Emiko Suzuki Miya Tachibana Miho Takeda Juri Tatsumi Yoko Yoneda | team                  | Zilver   |
| Wielersport      | Toshiaki Fushimi Masaki Inoue Tomohiro Nagatsuka | sprint team (m)       | Zilver   |
| Worstelen        | Chiharu Icho | -48kg vrije stijl (v) | Zilver   |
| Zwemmen          | Takashi Yamamoto | 200m vlinderslag (m)  | Zilver   |
| Gymnastiek       | Takehiro Kashima | paard met bogen (m)   | Brons    |
| Gymnastiek       | Isao Yoneda | rekstok (m)           | Brons    |
| Honkbal          | Ryoji Aikawa Yuya Ando Kosuke Fukudome Hisashi Iwakuma Hitoki Iwase Kenji Jojima Makoto Kaneko Takuya Kimura Masahide Kobayashi Hiroki Kuroda Daisuke Matsuzaka Daisuke Miura Shinya Miyamoto Arihito Muramatsu Norihiro Nakamura Michihiro Ogasawara Naoyuki Shimizu Yoshinobu Takahashi Yoshitomo Tani Koji Uehara Kazuhiro Wada Tsuyoshi Wada | mannen                | Brons    |
| Softbal          | Emi Inui Kazue Ito Yumi Iwabuchi Masumi Mishina Emi Naito Haruka Saito Hiroko Sakai Naoko Sakamoto Rie Sato Yuki Sato Juri Takayama Yukiko Ueno Reika Utsugi Eri Yamada Noriko Yamaji | vrouwen               | Brons    |
| Worstelen        | Chikara Tanabe | -55kg vrije stijl (m) | Brons    |
| Worstelen        | Kenji Inoue | -60kg vrije stijl (m) | Brons    |
| Worstelen        | Kyoko Hamaguchi | -72kg vrije stijl (v) | Brons    |
| Zeilen           | Kazuto Seki Kenjiro Todoroki | 470 (m)               | Brons    |
| Zwemmen          | Tomomi Morita | 100m rugslag (m)      | Brons    |
| Zwemmen          | Tomomi Morita Kosuke Kitajima Takashi Yamamoto Yoshihiro Okumura | 4x100m wisselslag (m) | Brons    |
| Zwemmen          | Reiko Nakamura | 200m rugslag (v)      | Brons    |
| Zwemmen          | Yuko Nakanishi | 200m vlinderslag (v)  | Brons    |

## Deelnemers en resultaten per onderdeel

### Atletiek
| Olympiër                                                          | Onderdeel                | Resultaat | Prestatie                                                    |
| ----------------------------------------------------------------- | ------------------------ | --------- | ------------------------------------------------------------ |
| Nobuharu Asahara                                                  | 100m (m)                 | 22e       | serie 6: 1ste in 10,33 kwartfinale 3: 4de in 10,25           |
| Shingo Suetsugu                                                   | 100m (m)                 | 18e       | serie 1: 3de in 10,27 kwartfinale 1: 5de in 10,19            |
| Hiroyasu Tsuchie                                                  | 100m (m)                 | 43e       | serie 5: 5de in 10,37                                        |
| Ryo Matsuda                                                       | 200m (m)                 | 51e       | serie 4: 8ste in 24,59                                       |
| Shinji Takahira                                                   | 200m (m)                 | 40e       | serie 7: 6de in 21,05                                        |
| Jun Osakada                                                       | 400m (m)                 | 40e       | serie 1: 5de in 46,39                                        |
| Mitsuhiro Sato                                                    | 400m (m)                 | 45e       | serie 3: 6de in 46,70                                        |
| Yuki Yamaguchi                                                    | 400m (m)                 | 32e       | serie 7: 5de in 46,16                                        |
| Ryuji Ono                                                         | 10000m (m)               | 19e       | 29.06,50                                                     |
| Masato Naito                                                      | 110m horden (m)          | 19e       | serie 3: 5de in 13,56 kwartfinale 3: 6de in 13,54            |
| Satoru Tanigawa                                                   | 110m horden (m)          | 27e       | serie 1: 3de in 13,39 (NR) kwartfinale 4: 7de in 13,703      |
| Dai Tamesue                                                       | 400m horden (m)          | 10e       | serie 3: 3de in 48,80 halve finale 2: 3de in 48,46           |
| Ken Yoshizawa                                                     | 400m horden (m)          | 29e       | serie 1: 6de in 50,95                                        |
| Yoshitaka Iwamizu                                                 | 3000m steeplechase (m)   | 23e       | serie 3: 6de in 8.29,07                                      |
| Hiroyasu Tsuchie Shingo Suetsugu Shinji Takahira Nobuharu Asahara | 4x100m (m)               | 4e        | serie 1: 5de in 38,53 finale: 4de in 38,49                   |
| Yuki Yamaguchi Jun Osakada Tomohiro Itoh Mitsuhiro Sato           | 4x400m (m)               | 4e        | serie 1: 2de in 3.02,71 finale: 4de in 3.00,99               |
| Shigeru Aburaya                                                   | marathon (m)             | 5e        | 2:13.11                                                      |
| Tomoaki Kunichika                                                 | marathon (m)             | 42e       | 2:21.13                                                      |
| Toshinari Suwa                                                    | marathon (m)             | 6e        | 2:13.24                                                      |
| Takayuki Tanii                                                    | 20km snelwandelen (m)    | 15e       | 1:23.38                                                      |
| Yuki Yamazaki                                                     | 20km snelwandelen (m)    | DNF       | niet gefinisht                                               |
| Takayuki Tanii                                                    | 50km snelwandelen (m)    | DSQ       | gediskwalificeerd                                            |
| Yuki Yamazaki                                                     | 50km snelwandelen (m)    | 16e       | 3:57.00                                                      |
| Shinichi Terano                                                   | verspringen (m)          | 29e       | kwalificatie groep A: 15de met 7,70m                         |
| Takanori Sugibayashi                                              | hink-stap-springen (m)   | 38e       | kwalificatie groep B: 21ste met 15,95m                       |
| Daichi Sawano                                                     | polsstokhoogspringen (m) | 13e       | kwalificatie groep A: 7de met 5,70m finale: 13de met 5,55m   |
| Yukifumi Murakami                                                 | speerwerpen (m)          | 18e       | kwalificatie groep B: 9de met 78,59m                         |
| Koji Murofushi                                                    | kogelslingeren (m)       | Goud      | kwalificatie groep B: 3de met 79,55m finale: 1ste met 82,91m |
|                                                                   |                          |           |                                                              |
| Miho Sugimori                                                     | 800m (v)                 | 27e       | serie 3: 6de in 2.02,82                                      |
| Kayoko Fukushi                                                    | 10000m (v)               | 26e       | 33.48,66                                                     |
| Harumi Hiroyama                                                   | 10000m (v)               | 18e       | 32.15,12                                                     |
| Megumi Tanaka                                                     | 10000m (v)               | 13e       | 31.42,18                                                     |
| Mizuki Noguchi                                                    | marathon (v)             | Goud      | 2:26.20                                                      |
| Naoko Sakamoto                                                    | marathon (v)             | 7e        | 2:31.43                                                      |
| Reiko Tosa                                                        | marathon (v)             | 5e        | 2:28.44                                                      |
| Mayumi Kawasaki                                                   | 20km snelwandelen (v)    | 40e       | 1:37.56                                                      |
| Maho Hanaoka                                                      | verspringen (v)          | 34e       | kwalificatie groep B: 16de met 6,31m                         |
| Takayo Kondo                                                      | polsstokhoogspringen (v) | 32e       | kwalificatie groep B: 16de met 4,15m                         |
| Chinatsu Mori                                                     | kogelstoten (v)          | 31e       | kwalificatie groep B: 17de met 15,86m                        |
| Yuka Murofushi                                                    | kogelslingeren (v)       | 27e       | kwalificatie groep A: 14de met 65,33m                        |
| Yuki Nakata                                                       | zevenkamp (v)            | 28e       | 4871 punten                                                  |

### Badminton
| Olympiër                         | Onderdeel      | Resultaat | Prestatie                                                                                     |
| -------------------------------- | -------------- | --------- | --------------------------------------------------------------------------------------------- |
| Shoji Sato                       | enkelspel (m)  | 17e       | 1ste ronde: V van CHN Bao: 0-2 (5-15, 6-15)                                                   |
| Hidetaka Yamada                  | enkelspel (m)  | 17e       | 1ste ronde: V van INA Hidayat: 0-2 (8-15, 10-15)                                              |
| Keita Masuda Tadashi Ohtsuka     | dubbelspel (m) | 9e        | 1ste ronde: V van CHN Cai/Fu: 1-2 (7-15, 17-16, 9-15)                                         |
|                                  |                |           |                                                                                               |
| Kaori Mori                       | enkelspel (v)  | 17e       | 1ste ronde: W van FIN Niemingen: 2-0 (11-5, 11-4) 2de ronde: V van CHN Zhou: 0-2 (2-11, 4-11) |
| Miho Tanaka                      | enkelspel (v)  | 17e       | 1ste ronde: V van INA Ponsana: 1-2 (7-15, 11-5, 8-11)                                         |
| Hidetaka Yamada                  | enkelspel (v)  | 17e       | 1ste ronde: V van DEN Martin: 0-2 (4-12, 7-12)                                                |
| Chikako Nakayama Keiko Yoshimoti | dubbelspel (v) | 9e        | 1ste ronde: vrij 2de ronde: V van THA Chankrachangwong/Thungthongkam: 0-2 (4-15, 11-15)       |
| Shizuka Yamamoto Seiko Yamada    | dubbelspel (v) | 17e       | 1ste ronde: vrij V van MAS Chin/Wong: 0-2 (7-15, 9-15)                                        |
|                                  |                |           |                                                                                               |
| Tadashi Ohtsuka Shizuka Yamamoto | dubbelspel (g) | 9e        | 1ste ronde: V van GBR Blair/Munt: 1-2 (15-13, 7-15, 13-15)                                    |

### Basketbal
| Olympiër | Onderdeel | Resultaat | Prestatie |
| --- | --------- | --------- | --- |
| Maki Eguchi Noriko Hamaguchi Hiromi Kawabata Mari Konno Kaori Kusuda Mutsuko Nagata Yuko Oga Taeko Oyama Masami Tachikawa Natsumi Yabuuchi Ryoko Yano Naomi Yashiro | vrouwen   | 10e       | groep A: 5de V van Brazilië: 62-128 W van Nigeria: 79-73 V van Australië: 78-97 W van Japan: 94-71 V van Griekenland: 91-93 9-10de plek: V van China: 63-82 |

| Groep A |             |             |             |             |        |        |        |        |
| #       | Land        | Wedstrijden | Wedstrijden | Wedstrijden | Punten | Punten | Punten | Punten |
| #       | Land        | G           | W           | V           | V      | T      | Saldo  | Punten |
| 1       | Australië   | 5           | 5           | 0           | 418    | 313    | +105   | 10     |
| 2       | Rusland     | 5           | 4           | 1           | 389    | 333    | +56    | 9      |
| 3       | Brazilië    | 5           | 3           | 2           | 430    | 361    | +69    | 8      |
| 4       | Griekenland | 5           | 2           | 3           | 353    | 392    | -39    | 7      |
| 5       | Japan       | 5           | 1           | 4           | 381    | 485    | -104   | 6      |
| 6       | Nigeria     | 5           | 0           | 5           | 335    | 422    | -87    | 5      |

| Ronde       | Datum  | Plaats      | Land   | Score     | Land |
| ----------- | ------ | ----------- | ------ | --------- | ---- |
| Groepsfase  |        |             |        |           |      |
| 14 augustus | Athene | Japan       | 62-128 | Brazilië  |      |
| 16 augustus | Athene | Nigeria     | 73-79  | Japan     |      |
| 18 augustus | Athene | Japan       | 78-97  | Australië |      |
| 20 augustus | Athene | Rusland     | 94-71  | Japan     |      |
| 22 augustus | Athene | Griekenland | 93-91  | Japan     |      |
| 9-10de plek |        |             |        |           |      |
| 24 augustus | Athene | Japan       | 63-82  | Japan     |      |

### Boksen
| Olympiër           | Onderdeel | Resultaat | Prestatie                           |
| ------------------ | --------- | --------- | ----------------------------------- |
| Toshiyuki Igarashi | -48kg (m) | 17e       | 1ste ronde: V van ETH Kebede: 21-26 |

### Boogschieten
| Olympiër                                          | Onderdeel       | Resultaat | Prestatie |
| ------------------------------------------------- | --------------- | --------- | --- |
| Takaharu Furukawa                                 | individueel (m) | 22e       | plaatsingsronde: 37ste met 646 punten 1ste ronde: W van CHN Yong: 146-143 2de ronde: V van KOR Jang: 163-166 |
| Yuji Hamano                                       | individueel (m) | 37e       | plaatsingsronde: 17de met 660 punten 1ste ronde: V van IND Prasad: 150-155 |
| Hiroshi Yamamoto                                  | individueel (m) | Zilver    | plaatsingsronde: 9de met 664 punten 1ste ronde: W van FRA Fisseux: 155-147 2de ronde: W van ITA Frangilli: 162-154 3de ronde: W van UKR Serdyuk: 168-160 kwartfinale: W van KOR Im: 111-110 halve finale: W van AUS Cuddihy: 115-115 (10-9) finale: V van ITA Galiazzo: 109-111 |
| Takaharu Furukawa Yuji Hamano Hiroshi Yamamoto    | team (m)        | 8e        | plaatsingsronde: 5de met 1970 punten 1ste ronde: V van Frankrijk: 254-241 kwartfinale: V van Oekraïne: 236-242 |
|                                                   |                 |           | |
| Yukari Kawasaki                                   | individueel (v) | 63e       | plaatsingsronde: 37ste met 622 punten 1ste ronde: V van POL Marcinkiewicz: 106-119 |
| Sayoko Kawauchi                                   | individueel (v) | 26e       | plaatsingsronde: 53ste met 601 punten 1ste ronde: W van UKR Burdeyna: 137-129 2de ronde: V van GBR Williamson: 150-154 |
| Sayami Matsushita                                 | individueel (v) | 28e       | plaatsingsronde: 35ste met 624 punten 1ste ronde: W van FRA Fouace: 165-157 2de ronde: V van KOR Yun: 149-173 |
| Yukari Kawasaki Sayoko Kawauchi Sayami Matsushita | team (v)        | 14e       | plaatsingsronde: 14de met 1847 punten 1ste ronde: V van Chinees Taipei: 226-240 |

### Gewichtheffen
| Olympiër         | Onderdeel  | Resultaat | Prestatie                                                     |
| ---------------- | ---------- | --------- | ------------------------------------------------------------- |
| Masaharu Yamada  | -56kg (m)  | DNF       | trekken: geen geldige poging                                  |
| Toshio Imamura   | -62kg (m)  | 11e       | trekken: 12de met 120kg stoten: 12de met 150kg totaal: 270kg  |
| Takanobu Iwazaki | +105kg (m) | 12e       | trekken: 14de met 170kg stoten: 12de met 215kg totaal: 385kg  |
|                  |            |           |                                                               |
| Hiromi Miyake    | -48kg (v)  | 9e        | trekken: 9de met 77,5kg stoten: 8ste met 97,5kg totaal: 175kg |

### Gymnastiek
| Olympiër                                                                                    | Onderdeel                | Resultaat | Prestatie                                                             |
| Ritmisch                                                                                    | Ritmisch                 | Ritmisch  | Ritmisch                                                              |
| ------------------------------------------------------------------------------------------- | ------------------------ | --------- | --------------------------------------------------------------------- |
| Yukari Murata                                                                               | individueel (v)          | 18e       | kwalificatie: 18de met 88,150 punten                                  |
| Trampoline                                                                                  |                          |           |                                                                       |
| Haruka Hirota                                                                               | vrouwen                  | 7e        | kwalificatie: 7de met 63,00 punten finale: 7de met 37,20 punten       |
| Turnen                                                                                      |                          |           |                                                                       |
| Daisuke Nakano                                                                              | vloer (m)                | 6e        | 9,712 punten                                                          |
| Isao Yoneda                                                                                 | vloer (m)                | 7e        | 9,662 punten                                                          |
| Takehiro Kashima                                                                            | paard voltige (m)        | Brons     | 9,787 punten                                                          |
| Hiroyuki Tomita                                                                             | paard voltige (m)        | 8e        | 9,062 punten                                                          |
| Hiroyuki Tomita                                                                             | ringen (m)               | 4e        | 9,800 punten                                                          |
| Daisuke Nakano                                                                              | brug (m)                 | 5e        | 9,762 punten                                                          |
| Hiroyuki Tomita                                                                             | brug (m)                 | Zilver    | 9,775 punten                                                          |
| Daisuke Nakano                                                                              | rekstok (m)              | 9e        | 8,750 punten                                                          |
| Isao Yoneda                                                                                 | rekstok (m)              | Brons     | 9,787 punten                                                          |
| Hiroyuki Tomita                                                                             | meerkamp individueel (m) | 6e        | kwalificatie: 3de met 57,649 punten finale: 6de met 57,485 punten     |
| Isao Yoneda                                                                                 | meerkamp individueel (m) | 10e       | kwalificatie: 10de met 56,924 punten finale: 10de met 56,899 punten   |
| Takehiro Kashima Hisashi Mizutori Daisuke Nakano Hiroyuki Tomita Naoya Tsukahara Isao Yoned | meerkamp team (m)        | Goud      | kwalificatie: 1ste met 232,134 punten finale: 1ste met 173,821 punten |
|                                                                                             |                          |           |                                                                       |
| Manami Ishizaka                                                                             | meerkamp individueel (v) | 33e       | kwalificatie: 33ste met 36,211 punten                                 |
| Kyoko Oshima                                                                                | meerkamp individueel (v) | 51e       | kwalificatie: 51ste met 34,961 punten                                 |

### Hockey
| Olympiër | Onderdeel | Resultaat | Prestatie |
| --- | --------- | --------- | --- |
| Rie Terazono Keiko Miura Akemi Kato Yukari Yamamoto Sachimi Iwao Chie Kimura Rika Komazawa Sakae Morimoto Kaori Chiba-Fujio Naoko Saito Tomomi Komori Nami Miyazaki Akiko Kitada Rika Ishida Emi Sakurai Miyuki Nakagawa | vrouwn    | 8e        | groep A: 3de V van China: 0-3 V van Argentinië: 1-3 W van Nieuw-Zeeland: 2-0 W van Spanje: 2-1 5-8ste plek: V van Australië: 1-3 7-8ste plek: V van Zuid-Korea: 1-3 |

| Groep A |               |             |             |             |             |            |            |            |        |
| #       | Land          | Wedstrijden | Wedstrijden | Wedstrijden | Wedstrijden | Doelpunten | Doelpunten | Doelpunten | Punten |
| #       | Land          | G           | W           | G           | V           | V          | T          | Saldo      | Punten |
| 1       | China         | 4           | 4           | 0           | 0           | 11         | 2          | +9         | 12     |
| 2       | Argentinië    | 4           | 3           | 0           | 1           | 12         | 4          | +8         | 9      |
| 3       | Japan         | 4           | 2           | 0           | 2           | 5          | 7          | -2         | 6      |
| 4       | Nieuw-Zeeland | 4           | 1           | 0           | 3           | 3          | 9          | -6         | 3      |
| 5       | Spanje        | 4           | 0           | 0           | 4           | 3          | 12         | -9         | 0      |

| Ronde       | Datum  | Plaats     | Land | Score         | Land |
| ----------- | ------ | ---------- | ---- | ------------- | ---- |
| Groepsfase  |        |            |      |               |      |
| 14 augustus | Athene | China      | 3-0  | Japan         |      |
| 16 augustus | Athene | Japan      | 1-3  | Argentinië    |      |
| 18 augustus | Athene | Japan      | 2-0  | Nieuw-Zeeland |      |
| 20 augustus | Athene | Spanje     | 1-2  | Japan         |      |
| 5-8ste plek |        |            |      |               |      |
| 24 augustus | Athene | Japan      | 1-3  | Australië     |      |
| 7-8ste plek |        |            |      |               |      |
| 27 augustus | Athene | Zuid-Korea | 3-1  | Japan         |      |

### Honkbal
| Olympiër | Onderdeel | Resultaat | Prestatie |
| --- | --------- | --------- | --- |
| Ryoji Aikawa Yuya Ando Kosuke Fukudome Hisashi Iwakuma Hitoki Iwase Kenji Jojima Makoto Kaneko Takuya Kimura Masahide Kobayashi Hiroki Kuroda Daisuke Matsuzaka Daisuke Miura Shinya Miyamoto Arihito Muramatsu Norihiro Nakamura Michihiro Ogasawara Naoyuki Shimizu Yoshinobu Takahashi Yoshitomo Tani Koji Uehara Kazuhiro Wada Tsuyoshi Wada | mannen    | Brons     | groepsfase: 1ste W van Italië: 12-0 W van Nederland: 8-3 W van Cuba: 6-3 V van Australië: 4-9 W van Canada: 9-1 W van Chinees Taipei: 4-3 W van Griekenland: 6-1 halve finale: V van Australië: 1-12 bronzen finale: W van Canada: 11-2 |

| Groepsfase |                |             |             |             |
| #          | Land           | Wedstrijden | Wedstrijden | Wedstrijden |
| #          | Land           | G           | W           | V           |
| 1          | Japan          | 7           | 6           | 1           |
| 2          | Cuba           | 7           | 6           | 1           |
| 3          | Canada         | 7           | 5           | 2           |
| 4          | Australië      | 7           | 4           | 3           |
| 5          | Chinees Taipei | 7           | 3           | 4           |
| 6          | Nederland      | 7           | 2           | 5           |
| 7          | Griekenland    | 7           | 1           | 6           |
| 8          | Italië         | 7           | 1           | 6           |

| Ronde          | Datum  | Plaats      | Land | Score          | Land |
| -------------- | ------ | ----------- | ---- | -------------- | ---- |
| Groepsfase     |        |             |      |                |      |
| 15 augustus    | Athene | Italië      | 0-12 | Japan          |      |
| 16 augustus    | Athene | Japan       | 8-3  | Nederland      |      |
| 17 augustus    | Athene | Cuba        | 3-6  | Japan          |      |
| 18 augustus    | Athene | Japan       | 4-9  | Australië      |      |
| 20 augustus    | Athene | Japan       | 9-1  | Canada         |      |
| 21 augustus    | Athene | Japan       | 4-3  | Chinees Taipei |      |
| 22 augustus    | Athene | Griekenland | 1-6  | Japan          |      |
| Halve finale   |        |             |      |                |      |
| 24 augustus    | Athene | Japan       | 1-12 | Australië      |      |
| Bronzen finale |        |             |      |                |      |
| 26 augustus    | Athene | Canada      | 2-11 | Japan          |      |

### Judo
| Olympiër           | Onderdeel  | Resultaat | Prestatie |
| ------------------ | ---------- | --------- | --- |
| Tadahiro Nomura    | -60kg (m)  | Goud      | 1ste ronde: vrij 2de ronde: W van DOM Lara: ippon 3de ronde: W van GER Gussenberg: ippon kwartfinale: W van ARG Albarracín: ippon halve finale: W van MGL Tsagaanbaatar: ippon finale: W van GEO Khergiani: waza-ari |
| Masato Uchishiba   | -66kg (m)  | Goud      | 1ste ronde: W van ARG Lencina: ippon 2de ronde: W van MGL Dashdavaa: ippon kwartfinale: W van RUS Dzhafarov: ippon halve finale: W van BUL Georgiev: ippon finale: W van SVK Krnáč: ippon                            |
| Masahiro Takamatsu | -73kg (m)  | 21e       | 1ste ronde: vrij 2de ronde: V van GEO Kevkhishvili: waza-ari |
| Masahiko Tomouchi  | -81kg (m)  | 13e       | 1ste ronde: V van RUS Nossov: waza-ari herkansingen: V van ITA Meloni: waza-ari |
| Hiroshi Izumi      | -90kg (m)  | Zilver    | 1ste ronde: W van BLR Kukharenka: ippon 2de ronde: W van GRE Iliadis: ippon kwartfinale: W van ARG Costa: koka halve finale: W van KOR Hwang: waza-ari finale: V van GEO Zviadauri: ippon                            |
| Kosei Inoue        | -100kg (m) | 9e        | 1ste ronde: W van BIH Mekić: ippon 2de ronde: W van HUN Kovács: koka 3de ronde: W van AUS Kelly: ippon kwartfinale: V van NED van der Geest: ippon herkansingen: V van AZE Miraliyev: ippon                          |
| Keiji Suzuki       | +100kg (m) | Goud      | 1ste ronde: vrij 2de ronde: W van GER Tölzer: waza-ari 3de ronde: W van GRE Papaioannou: ippon kwartfinale: W van BLR Rybak: ippon halve finale: W van ITA Bianchessi: ippon finale: W van RUS Tmenov: ippon         |
|                    |            |           | |
| Ryoko Tani         | -48kg (v)  | Goud      | 1ste ronde: vrij 2de ronde: W van GRE Karagiannopoulou: waza-ari kwartfinale: W van ALG Haddad: ippon halve finale: W van ROU Dumitru: waza-ari finale: W van FRA Jossinet: waza-ari                                 |
| Yuki Yokosawa      | -52kg (v)  | Zilver    | 1ste ronde: W van PRK Ri: ippon 2de ronde: W van SEN Diédhioi: waza-ari kwartfinale: W van GBR Singleton: ippon halve finale: W van CUB Savón: ippon finale: V van CHN Xian: ippon                                   |
| Kie Kusakabe       | -57kg (v)  | 9e        | 1ste ronde: W van VEN Fleming: ippon 2de ronde: W van MGL Erdenet-Od: yuko kwartfinale: V van GER Bönisch: yuko herkansingen: V van ESP Fernández: yuko                                                              |
| Ayumi Tanimoto     | -63kg (v)  | Goud      | 1ste ronde: W van TUN Dhahri: ippon 2de ronde: W van ECU Maza: waza-ari kwartfinale: W van CAN Chisholm: ippon halve finale: W van ARG Krukower: walk-over finale: W van AUT Heill: waza-ari                         |
| Masae Ueno         | -70kg (v)  | Goud      | 1ste ronde: W van USA Schutz: ippon 2de ronde: W van SLO Sraka: yuko kwartfinale: W van BEL Jacques: ippon halve finale: W van AUS Arlove: ippon finale: W van NED Bosch: ippon                                      |
| Noriko Anno        | -78kg (v)  | Goud      | 1ste ronde: vrij 2de ronde: W van VEN Pinto: yuko kwartfinale: W van ITA Morico: waza-ari halve finale: W van FRA Lebrun: yuko finale: W van CHN Liu: ippon                                                          |
| Maki Tsukada       | +78kg (v)  | Goud      | 1ste ronde: vrij 2de ronde: W van AUS Malone: ippon kwartfinale: W van UKR Prokofyeva: ippon halve finale: W van RUS Donguzahvili: waza-ari finale: W van CUB Beltrán: ippon                                         |

### Kanovaren
| Olympiër                                                 | Onderdeel    | Resultaat | Prestatie                                                                      |
| -------------------------------------------------------- | ------------ | --------- | ------------------------------------------------------------------------------ |
| Miyuki Shirata                                           | K-1 500m (v) | 19e       | serie 3: 7de in 2.00,860 halve finale 2: 7de in 2.03,076                       |
| Shinobu Kitamoto Yumiko Suzuki                           | K-2 500m (v) | 14e       | serie 1: 4de in 1.44,730 halve finale: 8ste in 1.47,614                        |
| Shinobu Kitamoto Yumiko Suzuki Mikiko Takeya Miho Adachi | K-4 500m (v) | 9e        | serie 2: 4de in 1.36,873 halve finale: 2de in 1.35,493 finale: 9de in 1.40,188 |

### Paardensport
| Olympiër                                                     | Onderdeel      | Resultaat      | Prestatie                                                               |
| Springconcours                                               | Springconcours | Springconcours | Springconcours                                                          |
| ------------------------------------------------------------ | -------------- | -------------- | ----------------------------------------------------------------------- |
| Tadayoshi Hayashi                                            | individueel    | 54e            | kwalificatie: 54ste met 25 strafpunten                                  |
| Ryuichi Obata                                                | individueel    | 66e            | kwalificatie: 66ste met 14 strafpunten                                  |
| Taizo Sugitani                                               | individueel    | 16e            | kwalificatie: 51ste met 37 strafpunten finale: 16de met 20 strafpunten  |
| Yuka Watanabe                                                | individueel    | 39e            | kwalificatie: 37ste met 24 strafpunten finale: 39ste met 17 strafpunten |
| Tadayoshi Hayashi Ryuichi Obata Taizo Sugitani Yuka Watanabe | team           | 13e            | 36 strafpunten                                                          |

### Roeien
| Olympiër                      | Onderdeel              | Resultaat | Prestatie                                                                                                   |
| ----------------------------- | ---------------------- | --------- | --- |
| Kazushige Ura Daisaku Takeda  | lichte dubbel-twee (m) | 6e        | serie 2: 4de in 6.24,08 herkansingen: 1ste in 6.17,26 halve finale 2: 3de in 6.18,51 finale: 6de in 6.24,98 |
|                               |                        |           | |
| Akiko Iwamoto Kahori Uchiyama | lichte dubbel-twee (v) | 13e       | serie 1: 5de in 7.14,04 herkansingen: 4de in 7.07,07 finale C: 1ste in 7.37,46                              |

### Schermen
| Olympiër        | Onderdeel  | Resultaat | Prestatie                                                                                |
| --------------- | ---------- | --------- | ---------------------------------------------------------------------------------------- |
| Yuki Ota        | floret (m) | 9e        | 1ste ronde: vrij 2de ronde: W van MEX Chumacero: 15-9 3de ronde: V van RUS Ganeyev: 8-15 |
| Masashi Nagara  | sabel (m)  | 17e       | 1ste ronde: W van GRE Basmatzian: 15-8 2de ronde: V van RUS Pozdnyakov: 9-15             |
|                 |            |           |                                                                                          |
| Megumi Harada   | degen (v)  | 17e       | 1ste ronde: W van RSA Wilson: 15-6 2de ronde: V van ITA Cascioli: 14-15                  |
| Chieko Sugawara | floret (v) | 9e        | 1ste ronde: W van ARG Carbone: 15-6 2de ronde: V van ITA Trillini: 2-15                  |
| Madoka Hisagae  | sabel (v)  | 9e        | 1ste ronde: W van HUN Nagy: 15-14 2de ronde: V van USA Zagunis: 13-15                    |

### Schietsport
| Olympiër          | Onderdeel                  | Resultaat | Prestatie                                                              |
| ----------------- | -------------------------- | --------- | ---------------------------------------------------------------------- |
| Masaru Yanagida   | 10m luchtgeweer (m)        | 9e        | kwalificatie: 9de met 594 punten (99-99-98-100-100-98)                 |
| Masaru Yanagida   | 50m geweer 3 houdingen (m) | 16e       | kwalificatie: 16de met 1159 punten (394-381-384)                       |
| Masaru Yanagida   | 50m geweer liggend (m)     | 24e       | kwalificatie: 24ste met 591 punten (100-100-98-99-97-97)               |
| Masaru Nakashige  | 50m pistool (m)            | 38e       | kwalificatie: 38ste met 537 punten (90-86-94-89-87-91)                 |
| Shuji Tazawa      | 25m snelvuurpistool (m)    | 15e       | kwalificatie: 15de met 573 punten (287-286)                            |
| Masaru Nakashige  | 10m luchtpistool (m)       | 23e       | kwalificatie: 23ste met 576 punten (96-94-96-99-97-94)                 |
| Shuji Tazawa      | 10m luchtpistool (m)       | 30e       | kwalificatie: 30ste met 573 punten (93-97-97-95-92-99)                 |
|                   |                            |           |                                                                        |
| Hiromi Misaki     | 10m luchtgeweer (v)        | 22e       | kwalificatie: 22ste met 392 punten (99-96-100-97)                      |
| Hiromi Misaki     | 50m geweer 3 houdingen (v) | 24e       | kwalificatie: 16de met 1159 punten (195-185-189)                       |
| Michiko Fukushima | 25m pistool (v)            | 23e       | kwalificatie: 13de met 577 punten (289-288)                            |
| Yukari Konishi    | 25m pistool (v)            | 30e       | kwalificatie: 19de met 575 punten (283-292)                            |
| Michiko Fukushima | 10m luchtpistool (v)       | 25e       | kwalificatie: 25ste met 378 punten (92-97-95-94)                       |
| Yoko Inada        | 10m luchtpistool (v)       | 10e       | kwalificatie: 10de met 382 punten (93-95-98-96)                        |
| Taeko Takeba      | trap (v)                   | 8e        | kwalificatie: 8ste met 59 punten (20-19-20)                            |
| Megumi Inoue      | dubbeltrap (v)             | 5e        | kwalificatie: 3de met 109 punten (37-33-39) finale: 5de met 140 punten |

### Schoonspringen
| Olympiër        | Onderdeel     | Resultaat | Prestatie                                                                                             |
| --------------- | ------------- | --------- | --- |
| Ken Terauchi    | 3m plank (m)  | 8e        | voorronde: 4de met 456,15 punten halve finale: 5de met 701,79 punten finale: 8ste met 690 punten      |
|                 |               |           | |
| Takiri Miyazaki | 10m toren (v) | 11e       | voorronde: 12de met 315,78 punten halve finale: 12de met 486,63 punten finale: 11de met 479,10 punten |

### Softbal
| Olympiër | Onderdeel | Resultaat | Prestatie |
| --- | --------- | --------- | --- |
| Emi Inui Kazue Ito Yumi Iwabuchi Masumi Mishina Emi Naito Haruka Saito Hiroko Sakai Naoko Sakamoto Rie Sato Yuki Sato Juri Takayama Yukiko Ueno Reika Utsugi Eri Yamada Noriko Yamaji | vrouwen   | Brons     | groepsfase: 3de V van Australië: 2-4 W van Chinees Taipei: 6-0 V van Verenigde Staten: 0-3 V van Canada: 0-1 W van Griekenland: 6-0 W van Italië: 1-0 W van China: 2-0 halve finale: W van China: 1-0 bronzen finale: V van Australië: 1-3 |

| Groepsfase |                  |             |             |             |    |    |     |        |
| #          | Land             | Wedstrijden | Wedstrijden | Wedstrijden |    |    |     | Punten |
| #          | Land             | G           | W           | V           |    |    |     | Punten |
| 1          | Verenigde Staten | 7           | 7           | 0           | 41 | 0  | +41 | 1000   |
| 2          | Australië        | 7           | 6           | 1           | 22 | 14 | +8  | .857   |
| 3          | Japan            | 7           | 4           | 3           | 17 | 8  | +9  | .571   |
| 4          | China            | 7           | 3           | 4           | 15 | 20 | -5  | .429   |
| 5          | Canada           | 7           | 3           | 4           | 6  | 14 | -8  | .429   |
| 6          | Chinees Taipei   | 7           | 2           | 5           | 3  | 13 | -10 | .286   |
| 7          | Griekenland      | 7           | 2           | 5           | 6  | 24 | -18 | .286   |
| 8          | Italië           | 7           | 1           | 6           | 8  | 24 | -16 | .143   |

| Ronde          | Datum  | Plaats           | Land | Score       | Land |
| -------------- | ------ | ---------------- | ---- | ----------- | ---- |
| Groepsfase     |        |                  |      |             |      |
| 14 augustus    | Athene | Australië        | 4-2  | Japan       |      |
| 15 augustus    | Athene | Chinees Taipei   | 0-6  | Japan       |      |
| 16 augustus    | Athene | Verenigde Staten | 3-0  | Japan       |      |
| 17 augustus    | Athene | Canada           | 1-0  | Japan       |      |
| 18 augustus    | Athene | Japan            | 6-0  | Griekenland |      |
| 19 augustus    | Athene | Italië           | 0-1  | Japan       |      |
| 20 augustus    | Athene | China            | 0-2  | Japan       |      |
| Halve finale   |        |                  |      |             |      |
| 22 augustus    | Athene | China            | 0-1  | Japan       |      |
| Bronzen finale |        |                  |      |             |      |
| 22 augustus    | Athene | Japan            | 0-3  | Australië   |      |

### Synchroonzwemmen
| Olympiër | Onderdeel | Resultaat | Prestatie                                                         |
| --- | --------- | --------- | ----------------------------------------------------------------- |
| Miya Tachibana Miho Takeda                                                                                                 | duet      | Zilver    | kwalificatie: 2de met 98,000 punten finale: 2de met 98,417 punten |
| Michiyo Fujimaru Saho Harada Naoko Kawashima Kanako Kitao Emiko Suzuki Miya Tachibana Miho Takeda Juri Tatsumi Yoko Yoneda | team      | Zilver    | 98,501 punten                                                     |

### Taekwondo
| Olympiër       | Onderdeel | Resultaat | Prestatie                                                            |
| -------------- | --------- | --------- | -------------------------------------------------------------------- |
| Yoriko Okamoto | +67kg (v) | 7e        | 1ste ronde: V van CHN Chen: 5-7 herkansingen: V van VEN Carmona: 2-5 |

### Tafeltennis
| Olympiër                 | Onderdeel      | Resultaat | Prestatie |
| ------------------------ | -------------- | --------- | --- |
| Shu Arai                 | enkelspel (m)  | 49e       | 1ste ronde: V van ARG Liu: 1-4 (7-11, 11-7, 10-12, 5-11, 4-11) |
| Koji Matsushita          | enkelspel (m)  | 17e       | 1ste ronde: W van AUS Brown: 4-0 (11-4, 11-6, 11-9, 11-3) 2de ronde: W van NED Heister: 4-0 (11-7, 11-7, 11-8, 11-4) 3de ronde: V van KOR Ryu: 0-4 (9-11, 6-11, 6-11, 2-11)                                               |
| Ryo Yuzawa               | enkelspel (m)  | 49e       | 1ste ronde: V van DOM Ju: 1-4 (8-11, 11-7, 8-11, 3-11, 9-11) |
| Shu Arai Ryo Yuzawa      | dubbelspel (m) | 17e       | 1ste ronde: W van ALG Boudjadja/Djaziri: 4-0 (11-6, 11-2, 11-8, 18-16) 2de ronde: V van GER Boll/Fejer-Konnerth: 0-4 (4-11, 9-11, 4-11, 9-11)                                                                             |
| Akira Kito Toshio Tasaki | dubbelspel (m) | 9e        | 1ste ronde: vrij 2de ronde: W van GRE Gionis/Kreanga: 4-3 (9-11, 6-11, 11-5, 8-11, 11-6, 13-11, 11-4) 3de ronde: V van SCG Grujić/Karakašević: 1-4 (9-11, 11-9, 9-11, 10-12, 10-12)                                       |
|                          |                |           | |
| Ai Fujinuma              | enkelspel (v)  | 9e        | 1ste ronde: vrij 2de ronde: W van DOM Wu: 4-0 (13-11, 11-7, 14-12, 11-5) 3de ronde: W van AUT Jia: 4-3 (6-11, 7-11, 12-10, 11-6, 11-7, 8-11, 11-7) 4de ronde: V van SIN Xueling: 2-4 (7-11, 8-11, 11-6, 7-11, 11-9, 9-11) |
| Ai Fukuhara              | enkelspel (v)  | 9e        | 1ste ronde: vrij 2de ronde: W van AUS Miao: 4-3 (5-11, 7-11, 11-9, 11-6, 11-6, 9-11, 11-9) 3de ronde: W van USA Jun: 4-0 (11-3, 11-6, 11-8, 11-9) 4de ronde: V van KOR Kim: 1-4 (8-11, 5-11, 11-7, 13-15, 6-11)           |
| Aya Umemura              | enkelspel (v)  | 9e        | 1ste ronde: vrij 2de ronde: vrij 3de ronde: W van GER Schopp: 4-2 (15-13, 9-11, 12-10, 4-11, 11-7, 11-3) 4de ronde: V van SIN Jiawei: 2-4 (12-14, 11-13, 11-8, 13-15, 11-9, 7-11)                                         |
| Ai Fujinuma Aya Umemura  | dubbelspel (v) | 5e        | 1ste ronde: vrij 2de ronde: vrij 3de ronde: vrij 4de ronde: W van HKG Lau/Lin: 4-2 (11-9, 6-11, 11-9, 12-10, 7-11, 11-7) kwartfinale: V van CHN Guo/Niu: 2-4 (3-11, 10-12, 11-9, 14-12, 4-11, 8-11)                       |

### Tennis
| Olympiër                   | Onderdeel      | Resultaat | Prestatie |
| -------------------------- | -------------- | --------- | --- |
| Shinobu Asagoe             | enkelspel (v)  | 33e       | 1ste ronde: V van ITA Schiavone: 3-6, 6-7(4) |
| Akiko Morigami             | enkelspel (v)  | 17e       | 1ste ronde: W van CZE Benešová: 6-1, 6-4 2de ronde: V van RUS Koeznetsova: 6-7(5), 2-6 |
| Saori Obata                | enkelspel (v)  | 33e       | 1ste ronde: V van SLO Matevžič: 6-7(3), 5-7 |
| Ai Sugiyama                | enkelspel (v)  | 5e        | 1ste ronde: W van CHN Zheng: 4-6, 6-3, 8-6 2de ronde: W van UKR Perebiynis: 7-5, 6-4 3de ronde: W van CRO Šprem: 7-6(6), 6-1 kwartfinale: V van AUS Molik: 3-6, 4-6                                                                                                 |
| Shinobu Asagoe Ai Sugiyama | dubbelspel (v) | 4e        | 1ste ronde: W van RUS Dementieva/Myskina: 5-7, 7-5, 6-3 2de ronde: W van CRO Tošić/Šprem: 6-3, 7-5 kwartfinale: W van AUS Navratilova/Raymond: 6-4, 4-6, 6-4 halve finale: V van ESP Martínez/Pascual: 3-6, 0-6 bronzen finale: V van ARG Suárez/Tarabini: 3-6, 3-6 |
| Akiko Morigami Saori Obata | dubbelspel (v) | 9e        | 1ste ronde: W van HUN Czink/Kapros: 3-6, 7-5, 6-3 2de ronde: V van ARG Suárez/Tarabini: 4-6, 2-6 |

### Triatlon
| Olympiër           | Onderdeel | Resultaat | Prestatie  |
| ------------------ | --------- | --------- | ---------- |
| Hiroyuki Nishiuchi | mannen    | 32e       | 1:57.43,51 |
| Hirokatsu Tayama   | mannen    | 13e       | 1:53.28,41 |
|                    |           |           |            |
| Machiko Nakanishi  | mannen    | 20e       | 2:08.51,06 |
| Kiyomi Niwata      | mannen    | 14e       | 2:07.42,79 |
| Akiko Sekine       | mannen    | 12e       | 2:07.34,02 |

### Voetbal

#### Mannen
| Olympiër | Onderdeel | Resultaat | Prestatie                                                           |
| --- | --------- | --------- | ------------------------------------------------------------------- |
| Hitoshi Sogahata Marcus Tulio Tanaka Teruyuki Moniwa Daisuke Nasu Yuki Abe Yasuyuki Konno Koji Morisaki Shinji Ono Daiki Takamatsu Daisuke Matsui Tatsuya Tanaka Naoya Kikuchi Yūichi Komano Naohiro Ishikawa Yuhei Tokunaga Yoshito Ōkubo Sota Hirayama Takaya Kurokawa | mannen    | 13e       | groep B: 4de V van Paraguay: 3-4 V van Italië: 2-3 W van Ghana: 1-0 |

| Groep B |          |             |             |             |             |            |            |            |        |
| #       | Land     | Wedstrijden | Wedstrijden | Wedstrijden | Wedstrijden | Doelpunten | Doelpunten | Doelpunten | Punten |
| #       | Land     | G           | W           | G           | V           | V          | T          | Saldo      | Punten |
| 1       | Paraguay | 3           | 2           | 0           | 1           | 6          | 5          | +1         | 6      |
| 2       | Italië   | 3           | 1           | 1           | 1           | 5          | 5          | 0          | 4      |
| 3       | Ghana    | 3           | 1           | 1           | 1           | 4          | 4          | 0          | 4      |
| 4       | Japan    | 3           | 1           | 0           | 2           | 6          | 7          | -1         | 3      |

| Ronde       | Datum        | Plaats   | Land | Score  | Land |
| ----------- | ------------ | -------- | ---- | ------ | ---- |
| Groepsfase  |              |          |      |        |      |
| 12 augustus | Thessaloniki | Paraguay | 4-3  | Japan  |      |
| 15 augustus | Volos        | Japan    | 2-3  | Italië |      |
| 18 augustus | Volos        | Japan    | 1-0  | Ghana  |      |

#### Vrouwen
| Olympiër | Onderdeel | Resultaat | Prestatie                                                                                  |
| --- | --------- | --------- | ------------------------------------------------------------------------------------------ |
| Nozomi Yamago Hiromi Isozaki-Ikeda Naoko Kawakami Yasuyo Yamagishi Aya Shimokozuru Tomoe Kato Tomomi Miyamoto Yayoi Kobayashi Eriko Arakawa Homare Sawa Mio Otani Kyoko Yano Emi Yamamoto Karina Maruyama Miyuki Yanagita Kozue Ando | vrouwen   | 7e        | groep E: 3de W van Zweden: 1-0 V van Nigeria: 0-1 kwartfinale: V van Verenigde Staten: 1-2 |

| Groep E |         |             |             |             |             |            |            |            |        |
| #       | Land    | Wedstrijden | Wedstrijden | Wedstrijden | Wedstrijden | Doelpunten | Doelpunten | Doelpunten | Punten |
| #       | Land    | G           | W           | G           | V           | V          | T          | Saldo      | Punten |
| 1       | Zweden  | 2           | 1           | 0           | 1           | 2          | 2          | 0          | 3      |
| 2       | Nigeria | 2           | 1           | 0           | 1           | 2          | 2          | 0          | 3      |
| 3       | Japan   | 2           | 1           | 0           | 1           | 1          | 1          | 0          | 3      |

| Ronde       | Datum        | Plaats           | Land | Score   | Land |
| ----------- | ------------ | ---------------- | ---- | ------- | ---- |
| Groepsfase  |              |                  |      |         |      |
| 11 augustus | Volos        | Zweden           | 0-1  | Japan   |      |
| 14 augustus | Piraeus      | Japan            | 0-1  | Nigeria |      |
| Kwartfinale |              |                  |      |         |      |
| 20 augustus | Thessaloniki | Verenigde Staten | 2-1  | Japan   |      |

### Volleybal

#### Beach
| Olympiër                     | Onderdeel | Resultaat | Prestatie |
| ---------------------------- | --------- | --------- | --- |
| Chiaki Kusuhara Ryoko Tokuno | vrouwen   | 17e       | groep A: 3de V van USA May/Walsh: 0-2 (9-21, 16-21) V van CZE Celbová/Nováková: 0-2 (21-23, 12-21) W van NED Kadijk/Leenstra: 2-1 (15-21, 21-17, 15-13) |

#### Indoor
| Olympiër | Onderdeel | Resultaat | Prestatie |
| --- | --------- | --------- | --- |
| Tomoko Yoshihara Chie Tsuji Ikumi Narita Miki Sasaki Kanako Omura Yoshie Takeshita Miyuki Takahashi Sachiko Sugiyama Ai Otomo Kana Oyama Megumi Kurihara Saori Kimura | vrouwen   | 5e        | groep A: 4de V van Brazilië: 0-3 (21-25, 22-25, 21-25) V van Italië: 0-3 (16-25, 13-25, 17-25) W van Griekenland: 3-1 (25-10, 20-25, 25-21, 25-22) V van Zuid-Korea: 0-3 (21-25, 24-26, 21-25) V van Kenia: 0-3 (8-25, 17-25, 14-25) kwartfinale: V van China: 0-3 (20-25, 22-25, 20-25) |

| Groep A |             |             |             |             |             |             |             |        |        |        |        |
| #       | Land        | Wedstrijden | Wedstrijden | Wedstrijden | Wedstrijden | Wedstrijden | Wedstrijden | Punten | Punten | Punten | Punten |
| #       | Land        | G           | W           | V           | SW          | SV          | SR          | SPW    | SPL    | Saldo  | Punten |
| 1       | Brazilië    | 5           | 5           | 0           | 15          | 2           | +13         | 410    | 326    | +84    | 10     |
| 2       | Italië      | 5           | 4           | 1           | 14          | 3           | +11         | 392    | 305    | +87    | 9      |
| 3       | Zuid-Korea  | 5           | 3           | 2           | 9           | 7           | +2          | 355    | 352    | +3     | 8      |
| 4       | Japan       | 5           | 2           | 3           | 6           | 10          | -4          | 346    | 343    | +3     | 7      |
| 5       | Griekenland | 5           | 1           | 4           | 5           | 12          | -7          | 349    | 383    | -34    | 6      |
| 6       | Kenia       | 5           | 0           | 5           | 0           | 15          | -15         | 236    | 379    | -143   | 5      |

| Ronde       | Datum  | Plaats     | Land | Score       | Land |
| ----------- | ------ | ---------- | ---- | ----------- | ---- |
| Groepsfase  |        |            |      |             |      |
| 14 augustus | Athene | Japan      | 0-3  | Brazilië    |      |
| 16 augustus | Athene | Italië     | 3-0  | Japan       |      |
| 18 augustus | Athene | Japan      | 3-1  | Griekenland |      |
| 20 augustus | Athene | Zuid-Korea | 3-0  | Japan       |      |
| 22 augustus | Athene | Japan      | 3-0  | Kenia       |      |
| Kwartfinale |        |            |      |             |      |
| 24 augustus | Athene | China      | 3-0  | Japan       |      |

### Wielersport
| Olympiër                                         | Onderdeel        | Resultaat | Prestatie                                                                                       |
| Baan                                             | Baan             | Baan      | Baan                                                                                            |
| ------------------------------------------------ | ---------------- | --------- | ----------------------------------------------------------------------------------------------- |
| Tomohiro Nagatsuka                               | sprint (m)       | DNF       | kwalificatie: 14de in 10,646                                                                    |
| Makoto Iijima                                    | puntenkoers (m)  | 16e       | 13 punten                                                                                       |
| Toshiaki Fushimi                                 | keirin (m)       | 13e       | 1ste ronde: 6de herkansingen: 5de                                                               |
| Toshiaki Fushimi Masaki Inoue Tomohiro Nagatsuka | sprint team (m)  | Zilver    | kwalificatie: 3de in 44,355 1ste ronde: W van Nederland: 44,081 finale: V van Duitsland: 44,246 |
|                                                  |                  |           |                                                                                                 |
| Sayuri Osuga                                     | tijdrit (m)      | 10e       | 35,045                                                                                          |
| Mountainbike                                     |                  |           |                                                                                                 |
| Kenji Takeya                                     | mannen           | 38e       | op 1 ronde                                                                                      |
|                                                  |                  |           |                                                                                                 |
| Yukari Nakagome                                  | vrouwen          | 22e       | op 1 ronde                                                                                      |
| Weg                                              |                  |           |                                                                                                 |
| Shinri Suzuki                                    | wegwedstrijd (m) | DNF       | niet gefinisht                                                                                  |
| Yasutaka Tashiro                                 | wegwedstrijd (m) | 57e       | 5:50.35                                                                                         |
|                                                  |                  |           |                                                                                                 |
| Miyoko Karami                                    | wegwedstrijd (v) | 41e       | 3:30.30                                                                                         |
| Miho Oki                                         | wegwedstrijd (v) | 20e       | 3:25.42                                                                                         |

### Worstelen
| Olympiër          | Onderdeel   | Resultaat   | Prestatie |
| Vrije stijl       | Vrije stijl | Vrije stijl | Vrije stijl |
| ----------------- | ----------- | ----------- | --- |
| Chikara Tanabe    | -55kg (m)   | Brons       | groep 4: 1ste W van IND Dutt: 4-3 W van AZE Abdullayev: 5-2 kwartfinale: W van KOR Kim: 10-0 halve finale: V van USA Abas: 0-3 bronzen finale: W van GRE Kardanov: 7-0                     |
| Kenji Inoue       | -60kg (m)   | Brons       | groep 6: 1ste V van UZB Zakhartdinov: 2-3 W van KOR Jung: 7-2 W van AUT Cikel: 13-0 kwartfinale: vrij halve finale: V van IRI Mostafa-Jokar: 4-5 bronzen finale: W van UKR Fedoryshyn: 6-5 |
| Kazuhiko Ikematsu | -66kg (m)   | 5e          | groep 1: 1ste W van NGR Jessry: 3-1 W van KOR Baek: 4-3 kwartfinale: V van KAZ Spiridonov: 2-3 5-6de plek W van GRE Taskoudis: 6-4                                                         |
| Kunihiko Obata    | -74kg (m)   | 12e         | groep 1: 2de W van IND Maan: 8-0 V van CUB Fundora: 0-3 |
| Hidekazu Yokoyama | -84kg (m)   | 12e         | groep 1: 2de V van IRI Khodaei: 1-5 W van IND Kumar: 3-1 |
|                   |             |             | |
| Chikara Tanabe    | -48kg (m)   | Zilver      | groep 1: 1ste W van GER Wagner: 5-0 W van CAN Belisle: 4-0 halve finale: W van FRA Berthenet: 12-1 finale: V van UKR Merleni: 2-2                                                          |
| Saori Yoshida     | -55kg (m)   | Goud        | groep 3: 1ste W van CHN Sun: 4-0 W van ITA Giampiccoli: 4-0 halve finale: W van FRA Gomis: 7-6 finale: W van CAN Verbeek: 6-0                                                              |
| Kaori Icho        | -63kg (m)   | Goud        | groep 4: 1ste W van UKR Holovchenko: 4-0 W van RUS Kartashova: 6-2 halve finale: W van FRA Legrand: 4-0 finale: W van USA McMann: 3-2                                                      |
| Kyoko Hamaguchi   | -72kg (m)   | Goud        | groep 4: 1ste W van USA Montgomery: 8-4 W van BUL Zlateva: 10-0 halve finale: V van CHN Wang: 4-5 bronzen finale: W van UKR Saenko: 4-0                                                    |
| Grieks-Romeins    |             |             | |
| Masatoshi Toyota  | -55kg (m)   | 10e         | groep 1: 2de V van HUN Majoros: 1-3 W van DOM Ramirez: 4-0 |
| Makoto Sasamoto   | -60kg (m)   | 5e          | groep 4: 1ste W van PER Guzman: 11-0 W van SCG Štefanek: 9-1 kwartfinale: V van BUL Nazaryan: 3-5 5-6de plek: W van KAZ Koizhaiganov: 4-0                                                  |
| Katsuhiko Nagata  | -74kg (m)   | 16e         | groep B: 3de V van FIN Yli-Hannuksela: 0-3 V van KGZ Kobonov: 1-3 |
| Shingo Matsumoto  | -84kg (m)   | 7e          | groep 6: 2de V van SWE Abrahamian: 0-5 W van KGZ Kenjeev: 7-1 W van SVK Bátky: 3-1 |

### Zeilen
| Olympiër                      | Onderdeel   | Resultaat | Prestatie                                                  |
| ----------------------------- | ----------- | --------- | ---------------------------------------------------------- |
| Motokazu Kenjo                | mistral (m) | 19e       | 170,0 punten: (16-23-18-23-OCS-4-12-12-15-19-28)           |
| Kazuto Seki Kenjiro Todoroki  | 470 (m)     | Brons     | 90,0 punten: (3-7-21-18-7-12-1-9-5-7-11)                   |
|                               |             |           |                                                            |
| Masako Imai                   | mistral (v) | 17e       | 135,0 punten: (12-14-17-11-5-16-17-10-16-17-18)            |
| Maiko Sato                    | europe (v)  | 24e       | 192,0 punten: (24-16-24-16-23-11-23-10-24-22-23)           |
| Yuka Yoshisako Mitsuko Satake | 470 (v)     | 11e       | 101,0 punten: (DSQ-17-16-10-8-12-4-12-3-18-1)              |
|                               |             |           |                                                            |
| Kunio Suzuki                  | laser       | 35e       | 281,0 punten: (30-22-39-OCS-29-25-30-28-22-29-27)          |
| Kenji Nakamura Masato Takaki  | 49er        | 15e       | 146,0 punten: (12-14-19-OCS-4-2-19-4-2-14-4-7-17-18-14-15) |

### Zwemmen
| Olympiër                                                            | Onderdeel             | Resultaat | Prestatie                                                                             |
| ------------------------------------------------------------------- | --------------------- | --------- | ------------------------------------------------------------------------------------- |
| Yoshihiro Okumura                                                   | 100m vrije slag (m)   | 27e       | serie 5: 2de in 50,24                                                                 |
| Yoshihiro Okumura                                                   | 200m vrije slag (m)   | 10e       | serie 7: 5de in 1.49,54 halve finale 1: 5de in 1.49,49                                |
| Takeshi Matsuda                                                     | 400m vrije slag (m)   | 8e        | serie 5: 3de in 3.49,05 (AS) finale: 8ste in 3.48,96 (AS)                             |
| Takeshi Matsuda                                                     | 1500m vrije slag (m)  | 13e       | serie 3: 4de in 15.16,42                                                              |
| Yoshihiro Okumura                                                   | 100m rugslag (m)      | Brons     | serie 6: 1ste in 54,41 halve finale 2: 1ste in 54,62 finale: 3de in 54,36 (AS)        |
| Yoshihiro Okumura                                                   | 200m rugslag (m)      | 5e        | serie 3: 4de in 2.01,19 halve finale 1: 4de in 1.59,52 finale: 5de in 1.58,40 (AS)    |
| Kosuke Kitajima                                                     | 100m schoolslag (m)   | Goud      | serie 7: 1ste in 1.00,03 (OR) halve finale 2: 1ste in 1.00,27 finale: 1ste in 1.00,08 |
| Genki Imamura                                                       | 200m schoolslag (m)   | 11e       | serie 5: 4de in 2.14,10 halve finale 2: 5de in 2.12,86                                |
| Kosuke Kitajima                                                     | 200m schoolslag (m)   | Goud      | serie 4: 1ste in 2.11,97 halve finale 1: 1ste in 2.10,86 finale: 1ste in 2.09,44 (OR) |
| Takashi Yamamoto                                                    | 100m vlinderslag (m)  | 9e        | serie 7: 5de in 52,71 halve finale 1: 3de in 52,81                                    |
| Takeshi Matsuda                                                     | 200m vlinderslag (m)  | 14e       | serie 4: 4de in 1.58,23 halve finale 1: 8ste in 1.58,13                               |
| Takashi Yamamoto                                                    | 200m vlinderslag (m)  | Zilver    | serie 4: 1ste in 1.57,36 halve finale 2: 2de in 1.56,69 finale: 2de in 1.54,56 (AS)   |
| Jiro Miki                                                           | 200m wisselslag (m)   | 8e        | serie 7: 2de in 2.00,93 halve finale 1: 4de in 2.01,09 finale: 8ste in 2.02,16        |
| Takahiro Mori                                                       | 200m wisselslag (m)   | 6e        | serie 7: 4de in 2.01,33 halve finale 2: 4de in 2.00,57 finale: 6de in 2.00,60         |
| Jiro Miki                                                           | 400m wisselslag (m)   | 7e        | serie 3: 2de in 4.16,32 finale: 7de in 4.19,97                                        |
| Susumu Tabuchi                                                      | 400m wisselslag (m)   | 18e       | serie 3: 6de in 4.22,46                                                               |
| Tomomi Morita Kosuke Kitajima Takashi Yamamoto Yoshihiro Okumura    | 4x100m wisselslag (m) | Brons     | serie 2: 4de in 3.37,04 finale: 3de in 3.35,22                                        |
|                                                                     |                       |           |                                                                                       |
| Tomoko Nagai                                                        | 100m vrije slag (v)   | 16e       | serie 5: 3de in 55,76 halve finale 2: 8ste in 56,03                                   |
| Tomoko Nagai                                                        | 200m vrije slag (v)   | 13e       | serie 4: 4de in 2.00,73 halve finale 2: 8ste in 2.00,09                               |
| Ai Shibata                                                          | 400m vrije slag (v)   | 5e        | serie 3: 2de in 4.07,63 finale: 5de in 4.07,51                                        |
| Sachiko Yamada                                                      | 400m vrije slag (v)   | 6e        | serie 5: 2de in 4.09,10 finale: 6de in 4.10,91                                        |
| Ai Shibata                                                          | 800m vrije slag (v)   | Goud      | serie 3: 2de in 8.30,08 finale: 1ste in 8.24,54                                       |
| Sachiko Yamada                                                      | 800m vrije slag (v)   | 12e       | serie 3: 4de in 8.36,48                                                               |
| Noriko Inada                                                        | 100m rugslag (v)      | 11e       | serie 4: 3de in 1.01,67 halve finale 2: 6de in 1.01,74                                |
| Reiko Nakamura                                                      | 100m rugslag (v)      | 4e        | serie 4: 2de in 1.01,39 halve finale 1: 3de in 1.01,24 finale: 4de in 1.01,05         |
| Reiko Nakamura                                                      | 200m rugslag (v)      | Brons     | serie 3: 1ste in 2.11,14 halve finale 1: 1ste in 2.10,14 finale: 3de in 2.09,88       |
| Aya Terakawa                                                        | 200m rugslag (v)      | 8e        | serie 4: 4de in 2.13,55 halve finale 1: 3de in 2.12,21 finale: 8ste in 2.12,90        |
| Masami Tanaka                                                       | 100m schoolslag (v)   | 9e        | serie 5: 4de in 1.09,44 halve finale 1: 5de in 1.09,11                                |
| Masami Tanaka                                                       | 200m schoolslag (v)   | 4e        | serie 4: 2de in 2.26,91 halve finale 2: 2de in 2.26,38 finale: 4de in 2.25,87         |
| Yuko Nakanishi                                                      | 100m vlinderslag (v)  | 14e       | serie 3: 5de in 1.00,16 halve finale 1: 5de in 59,53                                  |
| Junko Onishi                                                        | 100m vlinderslag (v)  | 8e        | serie 5: 4de in 59,22 halve finale 2: 5de in 59,24 finale: 8ste in 59,83              |
| Yuko Nakanishi                                                      | 200m vlinderslag (v)  | Brons     | serie 4: 2de in 2.10,04 halve finale 1: 2de in 2.08,83 finale: 3de in 2.08,04         |
| Yukiko Osada                                                        | 200m vlinderslag (v)  | 13e       | serie 4: 4de in 2.11,20 halve finale 1: 6de in 2.11,35                                |
| Misa Amano                                                          | 200m wisselslag (v)   | 17e       | serie 2: 5de in 2.17,88                                                               |
| Misa Amano                                                          | 400m wisselslag (v)   | 10e       | serie 4: 5de in 4.45,61                                                               |
| Noriko Inada Tomoko Nagai Reiko Nakamura Junko Onishi Masami Tanaka | 4x100m wisselslag (m) | 5e        | serie 1: 3de in 4.05,99 finale: 5de in 4.04,83                                        |

Afghanistan · Albanië · Algerije · Amerikaanse Maagdeneilanden · Amerikaans-Samoa · Andorra · Angola · Antigua en Barbuda · Argentinië · Armenië · Aruba · Australië · Azerbeidzjan · Bahama's · Bahrein · Bangladesh · Barbados · België · Belize · Benin · Bermuda · Bhutan · Bolivia · Bosnië en Herzegovina · Botswana · Brazilië · Britse Maagdeneilanden · Brunei · Bulgarije · Burkina Faso · Burundi · Cambodja · Canada · Centraal-Afrikaanse Republiek · Chili · China · Chinees Taipei · Colombia · Comoren · Congo-Brazzaville · Congo-Kinshasa · Cookeilanden · Costa Rica · Cuba · Cyprus · Denemarken · Djibouti · Dominica · Dominicaanse Republiek · Duitsland · Ecuador · Egypte · El Salvador · Equatoriaal-Guinea · Eritrea · Estland · Ethiopië · Fiji · Filipijnen · Finland · Frankrijk · Gabon · Gambia · Georgië · Ghana · Grenada · Griekenland · Groot-Brittannië · Guam · Guatemala · Guinee · Guinee‑Bissau · Guyana · Haïti · Honduras · Hongarije · Hongkong · Ierland · IJsland · India · Indonesië · Irak · Iran · Israël · Italië · Ivoorkust · Jamaica · Japan · Jemen · Jordanië · Kaaimaneilanden · Kaapverdië · Kameroen · Kazachstan · Kenia · Kirgizië · Kiribati · Koeweit · Kroatië · Laos · Lesotho · Letland · Libanon · Liberia · Libië · Liechtenstein · Litouwen · Luxemburg · Macedonië · Madagaskar · Malawi · Malediven · Maleisië · Mali · Malta · Marokko · Mauritanië · Mauritius · Mexico · Micronesië · Moldavië · Monaco · Mongolië · Mozambique · Myanmar · Namibië · Nauru · Nederland · Nederlandse Antillen · Nepal · Nicaragua · Nieuw-Zeeland · Niger · Nigeria · Noord-Korea · Noorwegen · Oeganda · Oekraïne · Oezbekistan · Oman · Oostenrijk · Oost‑Timor · Pakistan · Palau · Palestina · Panama · Papoea-Nieuw-Guinea · Paraguay · Peru · Polen · Portugal · Puerto Rico · Qatar · Roemenië · Rusland · Rwanda · Saint Kitts en Nevis · Saint Lucia · Saint Vincent en Grenadines · Salomonseilanden · Samoa · San Marino · Sao Tomé en Principe · Saoedi-Arabië · Senegal · Servië en Montenegro · Seychellen · Sierra Leone · Singapore · Slovenië · Slowakije · Soedan · Somalië · Spanje · Sri Lanka · Suriname · Swaziland · Syrië · Tadzjikistan · Tanzania · Thailand · Togo · Tonga · Trinidad en Tobago · Tsjaad · Tsjechië · Tunesië · Turkije · Turkmenistan · Uruguay · Vanuatu · Venezuela · Verenigde Arabische Emiraten · Verenigde Staten · Vietnam · Wit-Rusland · Zambia · Zimbabwe · Zuid-Afrika · Zuid-Korea · Zweden · Zwitserland